# Colonia Cuauhtémoc (Ciudad de México)
La Colonia Cuauhtémoc es una colonia de la alcaldía Cuauhtémoc. Considerada junto a otras de la demarcación como la colonia Juárez o la San Rafael uno de los fraccionamientos de finales del siglo XIX que comenzaron con la expansión de la ciudad fue planeada sobre lo que fueron grandes extensiones de sembradíos o potreros otrora propiedad de haciendas que databan del periodo colonial, que en su momento fueron aprovechando el trazado de los nacientes y modernos boulevares así como de las antiguas calzadas que favorecieron su creación.
La Colonia Cuauhtémoc, mostraría un desarrollo más tardío que otras colonias posteriores, como la colonia Roma o la colonia Condesa, ya que solo la parte oriente fue urbanizada a comienzos del siglo XX, en cuyos terrenos se levantaron algunos palacetes y mansiones de estilo art noveau (como la conocida casa de Venustiano Carranza, ahora Museo Casa Carranza), principalmente los ubicados hacia Paseo de la Reforma. Fue hasta mediados y finales de los años cuarenta del siglo XX cuando se comenzó a llenar de grandes edificios de departamentos, a los cuales les siguieron posteriormente los de oficinas, de los que todavía se encuentran algunos ejemplos arquitectónicos, la mayoría cercanos también al Paseo de la Reforma. A finales del siglo XX y principios del XXI se han construido rascacielos y varios edificios de corte moderno hacia finales del mismo siglo, destacando de entre todos ellos la Torre Mayor.
La colonia constituye en sí un punto importante en el corredor turístico conocido como Reforma - Centro Histórico, ya dentro de las manzanas o cuadras pertenecientes a ésta, se concentra una buena parte de la actividad económica, representada por el edificio de la Bolsa Mexicana de Valores. También ésta colonia cuenta con una buena parte de la actividad tanto comercial como cultural que conforma a dicho corredor, ya que presenta dentro de su demarcación una buena parte tanto de comercios como restaurantes, así también concurridos cafés y hoteles, destacados museos, galerías de arte y algunos teatros, de estos últimos algunos se encuentran localizados en las cercanías de la colonia San Rafael.

## Ubicación
La colonia se encuentra ubicada en la parte norte de la alcaldía Cuauhtémoc delimitando con Miguel Hidalgo, pertenecientes a la Ciudad de México, y delimitada a su vez por dos importantes avenidas en la ciudad: al poniente con el Circuito Interior Calzada Melchor Ocampo y la Colonia Anzures, y al Sur, por el conocido Paseo de la Reforma y la Colonia Juárez.
Por el lado oriente se encuentra la Avenida de los Insurgentes, y a un lado de ésta el Monumento a la Madre, y atrás de éste el conocido Jardín del Arte, aunque se atribuyan ambos espacios como parte de la colonia San Rafael en realidad forman parte de la Colonia Cuauhtémoc, así también el hospital de los ferrocarrileros; y que delimitan a la Avenida James Sullivan y la Avenida Parque Vía y la Colonia San Rafael al norte. Por el lado Suroeste, se encuentra un jardín junto con la Estela de Luz que a pesar de estar separado por una importante avenida, forma parte del Bosque de Chapultepec, con quien también limita.
En esta parte de la colonia esta el Monumento a la Independencia, una cuadra más está la Glorieta de la Palma. En esa parte del paseo se localiza Plaza Reforma 222, frente a ella la calle Río Amazonas que también hace cruce con Rio Lerma donde está el Museo Casa Carranza. También se localizan las oficinas centrales de la Fiscalía General de la República y más adelante el cruce con la Avenida de los Insurgentes.

## Nomenclatura
Cuando se fundó la colonia Cuauhtémoc, la nomenclatura que se asignó fue la numeral, asignada a las primeras calles que se trazaron al Oriente de la colonia, sobre el Paseo de la Reforma. Resultando así que las calles que no desembocaban en Paseo de la Reforma se les conoció según la dirección, como calle Norte 1, o calle Sur 1.
Cuando se continuó con la expansión de la colonia al sur y al oriente, se le cambió la nomenclatura anterior por la que aún conserva, la cual, hace referencia tanto a los principales ríos del mundo como de México. Las calles que corren de norte a sur llevan los nombres de los ríos más conocidos del orbe: Río Amazonas, Río Misisipi, Río Ródano o Río Tíber, mientras las que van en dirección oriente a poniente se les conoce con el nombre de los nacionales, como el Río Lerma, Río Pánuco o Río Balsas, por solo mencionar ejemplos.

## Historia
Para fines del siglo XIX con las reformas llevadas a cabo para modernizar la Ciudad de México y las ventajas que se les otorgaban a los dueños de inmobiliarias para la creación de colonias o suburbios alrededor de la ciudad y, aprovechando las ventajas que ofreció el solo trazado del Paseo de la Reforma hacia el Bosque de Chapultepec para el fraccionamiento de las extensas tierras ubicadas a ambos lados de éste, comienza por aquellos años en la capital del país un proceso de expansión en dirección oeste de la Ciudad de México, caracterizado por la especulación inmobiliaria en grandes porciones de tierra otrora propiedad de grandes haciendas para el establecimiento de modernas "colonias" (así se conoce por nombre a los barrios de la ciudad). De entre todas éstas, llama la atención las tierras propiedad de la Hacienda de la Teja, cuya extensión se encontraba atravesada por dicho paseo.
Dicha traza propició una ventaja extraordinaria: Por un lado, los fraccionamientos creados a lo largo del moderno bulevar (como la colonia Juárez) tenían una mayor plusvalía dada la conexión inmediata que representaba con la Ciudad de México, y por otro la extensión con que contaron esas tierras permitieron darle la amplitud a las calles y crear anchas banquetas, así como los camellones ajardinados, destacando sobre todo la traza de cuadrícula para crear enormes manzanas cortadas en sus esquinas en ángulos de 45° (para mejorar la vuelta de los carruajes en esos tiempos) pudiendo fraccionar en éstas, en consecuencia, lotes de grandes dimensiones, especialmente los que colindaban al lado norte del Paseo de la Reforma, para que se establecieran modernas construcciones afrancesadas, levantándose grandes mansiones y casonas tipo chalet, propias del periodo conocido en el país como Porfiriato, que mostraban ejemplos de arquitectura de corte ecléctico, así como algunas muestras del Art Nouveau.
De igual forma, se dotó a la colonia de buena infraestructura: calles amplias, pavimentadas, con iluminación y servicios de agua y drenaje, así como parques y grandes zonas ajardinadas
A pesar de lo anterior, esta colonia no vio el rápido desarrollo como el que corrió con su vecina al sur, la colonia Juárez; ya que desde sus inicios, hasta el año de 1910, solo había sido urbanizada la zona oriente, más cercana para ese entonces a la capital. Muchas de las primeras casas que se construyeron se ubicaron a lo largo del Paseo de la Reforma, en terrenos de grandes dimensiones, como ya se mencionó. La idea sobre estos terrenos era la de construir a los lados del paseo grandes mansiones y chalets rodeados de vistos jardines que realzaran la vista del reciente boulevar.
Durante el período posrevolucionario que vivió el país, marcado por un crecimiento económico a mediados de la primera mitad del siglo XX, comienza a urbanizarse la parte poniente de la colonia. Surgen entonces las casas familiares levantadas en los estilos arquitectónicos que prevalecieron en aquellos años: art déco primero, dejando el espacio después al Colonial californiano y el neocolonial, para continuar con las austeras líneas del funcionalista, sobre todo en los edificios de departamentos. En esta colonia vivió Guadalupe Amor (Pita Amor) en el cruce de Pánuco y Duero lugar de reunión y bohemia al que se refería eufemísticamente como Pánico y Fuero.
Si bien se llegó a firmar un acuerdo entre la asociación de colonos en el año de 1933 para regular la actividad comercial en las inmediaciones de la colonia, sobre todo a los lados del Paseo de la Reforma, a comienzos de la segunda mitad del siglo XX se comienzan a levantar los primeros rascacielos de la ciudad, destinados a las oficinas y las sedes corporativas, al igual que los que se destinaron a los hoteles. La construcción de éstos continúa hoy en día, y dicho repertorio se encuentra representado en la Colonia Cuauhtémoc por la reciente Torre Mayor y el edificio de la Bolsa Mexicana de Valores, destacando de entre los demás.
Dada la presión del cambio de uso de suelo y a la expansión de la zona comercial, se creó en la parte cercana al Paseo de la Reforma y en buena porción de la colonia Juárez la zona denominada como Zona Rosa, que concentra buen número de boutiques, cafés, restaurantes y galerías de arte así como además comercios, oficinas y hoteles. Cercano a dicha zona, se encuentran otros puntos comerciales que han crecido principalmente a lo largo de la calle Río Lerma. La colonia, a pesar de haber cambiado buena parte del uso de suelo, todavía conserva el carácter residencial que la vio nacer, solo que caracterizado en las últimas décadas por la construcción de modernos edificios de departamentos.

## Arquitectura

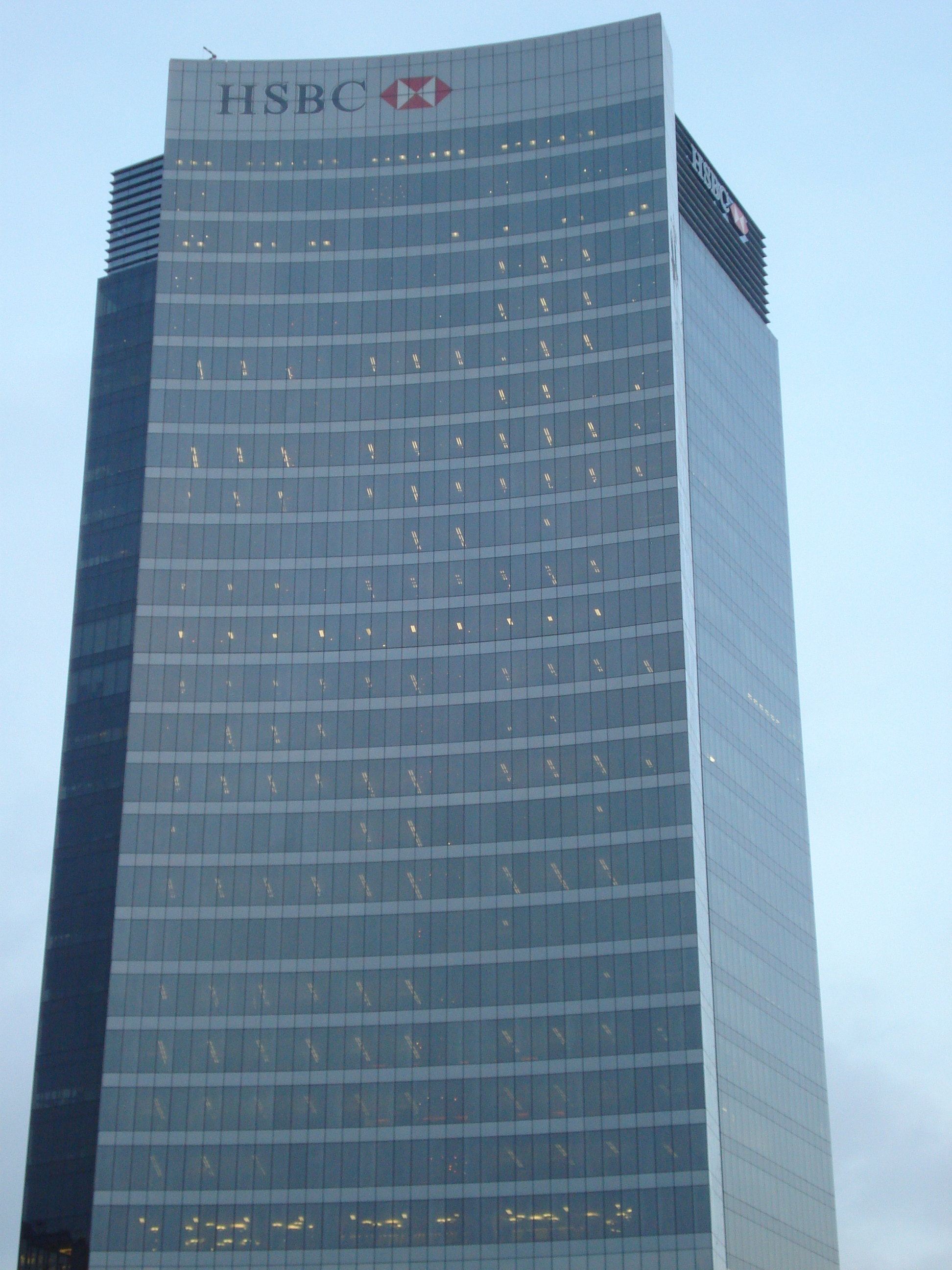
Torre HSBC, la sede de HSBC México

Durante su origen, la colonia fue solo urbanizada en su parte oriente, lo que explica que las construcciones más antiguas que se conservan se ubiquen en esa dirección. Aquí se levantaron grandes casonas y mansiones que son muestras de las arquitecturas ecléctica y Art Nouveau en la ciudad. Como ya se mencionó, a lo largo del paseo se ubicaron las grandes mansiones y palacetes de tipo chalet rodeados de un inmenso jardín dada la amplitud de los terrenos, mientras que en los demás predios se levantaron algunas mansiones y casas de menor tamaño, pero conservando la misma idea ya que la dimensión de étos terrenos se pretaban para dicho fin. En un tiempo, el proyecto de construir a los lados del paseo grandes mansiones y chalets rodeados de vistos jardines se estaba perdiendo por lo cual, se ordenó que se exentara del impuesto predial por cinco años a los vecinos que tuvieran un jardín de por lo menos ocho metros enfrente de sus mansiones. De las suntuosas casas levantadas en ellos, son contados los ejemplos que quedan, mientras que de los otros inmuebles se conservan buenos ejemplos de la arquitectura de la época. Ejemplo de lo anterior es el inmueble ubicado en la Calle de Río Lerma número 35, que fuera propiedad de la familia de apellido Stampa y que habitara el entonces presidente Venustiano Carranza por un periodo de 6 meses, el cual funciona actualmente como el Museo Casa Carranza.
Durante el periodo posrevolucionario que vivió el país, marcado por un crecimiento económico a mediados de la primera mitad del siglo XX, comienza a urbinizarze la parte poniente de la Colonia. Surgen entonces algunas casas levantadas en arquitectura tipo art decó, que luego daría paso al estilo colonial californiano y neocolonial, muy de boga en aquellos tiempos. Para fines de la década de los 40's, se comienzan a levantar algunos edificios de corte funcionalista sobre todo los destinados a departamentos, caracterizados por la sencillez que presentan en la decoración. Comienzan también a construirse los edificios de oficinas, sobre todo a lo largo del Paseo de la Reforma, que es en donde se levantaron verdaderos rascacielos y oficinas corporativas, muestras de la arquitectura contemporánea de la ciudad.

## Actividad cultural
Frente al Monumento a la Madre y la Plaza del Carmenen el No.24 de la calle Manuel Villalongín, se encuentra el Teatro Arlequín foro en el que se presentan obras para todo tipo de audiencia, además de contar con un espacio para la presentación de eventos, debates y convenciones.
La delegación Cuauhtémoc tiene como parte de su territorio la Avenida Reforma, en donde cada fin de semana se realiza el llamado Ciclotón, así como distintas actividades para fomentar la convivencia familiar, se realizan grupos para aprender Yoga, Zumba, se prestan bicicletas, y en distintas fechas durante el año, se realizan distintos bazares, estos usualmente están desde la glorieta de la Diana Cazadora, hasta la glorieta del Ángel de la Independencia. Este corredor también es utilizado para montar exposiciones fotográficas, arte, escultura, entre otras.

## Instituciones

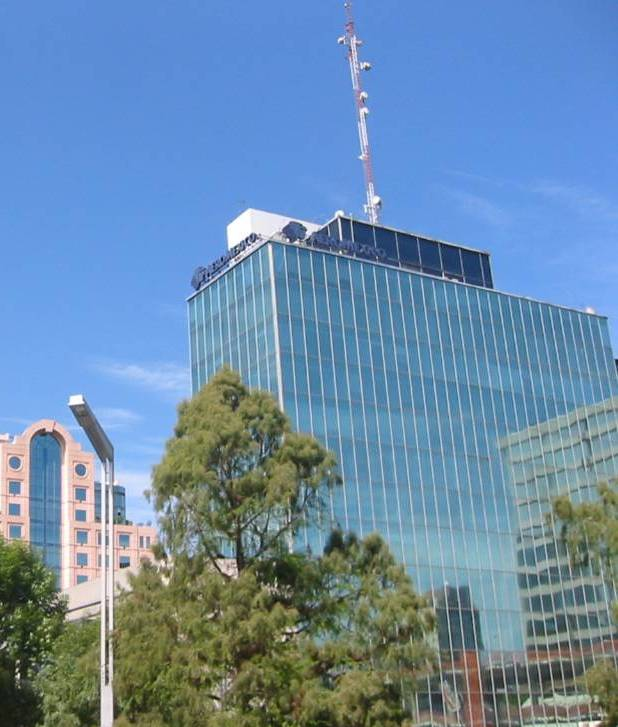
Antigua sede de Aeroméxico

En la colonia están construidas la Torre HSBC, la sede de HSBC México. y la sede de Aeroméxico. Además es sede de 5 de las 82 embajadas que hay en la ciudad como la Embajada de Estados Unidos en México, la de Colombia, la de Japón, la del Reino Unido e Irlanda del Norte y la de Costa Rica. También, se encuentra el Instituto Francés de América Latina, centro francés de idioma y de cultura.

## Residentes ilustres
- Pita Amor (1918-2000) Escritora, poeta y oradora mexicana, vivió en Río Pánuco esquina con Río Duero[8]

- B. Traven (1882-1969) Actor y novelista alemán, se ignora su verdadero nombre ya que utilizó varios seudónimos a lo largo de su vida. Sus obras alcanzaron un gran éxito en todo el mundo. Vivió en la calle Río Misisipi número 61.[9]

- Venustiano Carranza  (1859-1920) Político, militar y empresario que participó en la Revolución Mexicana. Fue el encargado del Poder Ejecutivo desde el 14 de agosto de 1914 y presidente de México de manera constitucional de 1917 a 1920. Vivió en la calle Río Lerma número 35, sede del Museo Casa Carranza.

- Juan Rulfo (1917-1986) Escritor, guionista y fotógrafo mexicano, autor de El llano en llamas y de la aclamada novela Pedro Páramo. Vivió en la calle de Río Tigris número 84.[10]

## Transporte
La estación más cercana del Metro de la Ciudad de México corresponde a la estación Chapultepec de la línea 1; al igual que la estación Insurgentes, de la misma línea, se encuentran en la Colonia Juárez.
Los autobuses de Sistema de Movilidad 1 que brindan sus servicios en la zona son:
- La Ruta 19 de la Zona Norponiente M-23, con el nombre de Metro El Rosario - Parque México por Cuitláhuac, que corre por la Avenida Río Mississippi y Avenida Río Tíber.

- La Ruta 19-A de la Zona Norponiente M-23, que lleva por nombre Metro El Rosario - Parque México por Plan de San Luis, que corre por la Avenida Río Mississippi y Avenida Río Tíber

- La Ruta 59 de la Zona Norponiente M-23, que lleva por nombre Metro El Rosario - Metro Chapultepec, que corre por la Avenida Río Ródano.

- La Ruta 59-A de la Zona Norponiente M-23, que lleva por nombre Metro El Rosario - Sullivan, que corre por la Calle Sullivan.

- La Ruta 76 de la Zona Sur M-09, con el nombre de Centro Comercial Santa Fé - La Villa/Cantera por Palmas, que corre por el Paseo de la Reforma.

- La Ruta 76-A de la Zona Sur M-09, que lleva por nombre Centro Comercial Santa Fé - La Villa/Cantera por Reforma, que corre por el Paseo de la Reforma.

- Las rutas anteriores corresponden también a la Zona Sur M-12.

## Principales atractivos
- Fuente de la Diana cazadora (Ciudad de México)

- Jardín del Arte

- Monumento a la Madre

- Monumento a Cuauhtémoc

- Monumento a la Independencia (Ciudad de México)

- Museo Casa Carranza

- Paseo de la Reforma

- Torre Mayor

- Zona Rosa